# Penélope Miranda
Penélope Miranda (Montevideo, 15 de octubre de 1975) es una chef y guionista de cine uruguaya. Es conocida por haber guionado y conducido la serie de TV Cocinar con el libro. En la industria cinematográfica también ha trabajado como Foodstylist.

## Carrera
En 2019 participó como conductora de la serie de televisión documental, Cocinar con el libro, la cual fue ganadora de los fondos de fomento cinematográfico del Instituto Nacional del Cine y el Audiovisual Uruguayo, y televisada en Televisión Nacional Uruguay y TV Ciudad. La serie fue declarada de interés cultural por el Ministerio de Educación y Cultura del Uruguay, participó del Festival de Cannes 2018. 

## Filmografía

### Televisión
- Cocinar con el libro (2019) Temporada 1, Episodio 1 "Un día"
- Cocinar con el libro (2019) Temporada 1, Episodio 2 "Tu alacena"
- Cocinar con el libro (2019) Temporada 1, Episodio 3 "Agua, cuerpo y mente"
- Cocinar con el libro (2019) Temporada 1, Episodio 4 "La clave"
- Cocinar con el libro (2019) Temporada 1, Episodio 5 "Tu plato"
- Cocinar con el libro (2019) Temporada 1, Episodio 6 "Sabores"
- Cocinar con el libro (2019) Temporada 1, Episodio 7 "Tu mesa"
- Cocinar con el libro (2019) Temporada 1, Episodio 8 "Un Plan"